# San Miguel kommun, Putumayo
San Miguel är en kommun i Colombia.   Den ligger i departementet Putumayo, i den sydvästra delen av landet, 600 km sydväst om huvudstaden Bogotá. Antalet invånare är 21 838.